# Missile Innovation
Missile Innovation (ミサイルイノベーション) est un groupe de rock japonais. Il fut créé en 2005 par le guitariste Ryō Ōwatari (大渡 亮) après la séparation du groupe Do As Infinity, dont il était l'un des membres les plus importants.
Il forma le groupe Missile Innovation avec les deux frères jumeaux :  Hisayoshi Hayashi (林 久悦) et Yoshiyasu Hayashi (林 由恭). Tous trois étaient membres du groupe Pee-Ka-Boo. Yoshiyasu Hayashi avait également fait quelques brèves apparitions dans le groupe Do As Infinity.
On remarque qu'alors que tous les anciens groupes de Ryō Ōwatari (大渡 亮) étaient répertoriés dans le style J-pop, celui fait exception en étant catégorisé dans le style J-rock. La chanson Here we go!, tirée du single du même nom, constitue le 3e générique de fin (Ending) de l'anime Capeta.

## Membres
Le groupe est actuellement composé des trois membres suivants :
- Ryō Ōwatari (大渡 亮?), chanteur et guitariste, originaire de la Préfecture de Kanagawa au Japon.
- Yoshiyasu Hayashi (林 由恭?), bassiste et choriste, originaire de la Préfecture de Yamanashi au Japon.
- Hisayoshi Hayashi (林 久悦?), batteur et choriste, originaire de la Préfecture de Yamanashi au Japon.